# 베라 비탈리
베라 비탈리(Vera Vitali, 1981년 10월 3일 ~ )는 스웨덴의 배우이다.

## 출연 작품
- 브릿마리 여기 있다 (2019)
- 화이트 피플 (2015)
- 마이 쏘-콜드 파더 (2014)
- 블라인드 (2014)
- 왈츠 포 모니카 (2013)
- 코르넬리스 (2010)